# Bozhidar Dimitrov
Bozhidar Dimitrov Stoyanov (en búlgaro: Божидар Димитров Стоянов; Sozopol, 3 de diciembre de 1945-Sofía, 1 de julio de 2018) fue un historiador búlgaro que se dedicó a la investigación de la historia búlgara medieval, el Imperio otomano en Bulgaria y a la Cuestión de Macedonia. Fue director del Museo de Historia Nacional de Bulgaria y un político del Partido Socialista Búlgaro.